# Wiazyń (rejon dzierżyński)
Wiazyń, Wiazań (biał. i ros. Вязань) – wieś na Białorusi, w rejonie dzierżyńskim obwodu mińskiego, nad rzeką Wiazynką i przy drodze republikańskiej R1. Siedziba władz sielsowietu Fanipol.

## Historia
Wieś magnacka hrabstwa kojdanowskiego położona była w końcu XVIII wieku w powiecie mińskim województwa mińskiego. 
Niegdyś znajdował się tu dwór szlachecki i folwark - ośrodek rozległego majątku. Majątek ten wchodził w skład dóbr radziwiłłowskich, dzierżawiony był w XVIII wieku przez Wańkowiczów, a następnie przez Bohdaszewskich. W 1820 roku został wykupiony przez Antoniego Bohdaszewskiego. Pierwszy dziedzic na Wiazyniu, Ignacy Bohdaszewski, w 1838 roku powiększył majątek dzięki kolejnym zakupom części masy spadkowej po Radziwiłłach. Tenże Ignacy Bohdaszewski wystawił w 1846 roku murowany kościół - kaplicę filialną dla parafii kojdanowskiej. 
W skład dóbr wiazyńskich wchodził dwór z budynkami gospodarskimi - ośrodek majątku oraz kilkanaście wsi, zaścianków i folwarków. Wiazyń słynął z produkcji piwa i serów wyrabianych na wzór holenderski. 
Kościół, podobnie jak zbudowana w 1893 roku cerkiew pw. Świętej Trójcy, został zniszczony w 1917 roku. Zachował się budynek dawnej plebanii, obecnie wykorzystywany jako prywatny dom mieszkalny.